# Богота (Техас)
Богота (англ. Bogata) — місто (англ. city) в США, в окрузі Ред-Ривер штату Техас. Населення — 1074 особи (2020).

## Географія
Богота розташована за координатами 33°28′11″ пн. ш. 95°12′49″ зх. д. / 33.46972° пн. ш. 95.21361° зх. д. (33.469793, -95.213550).  За даними Бюро перепису населення США в 2010 році місто мало площу 3,66 км², уся площа — суходіл.

## Демографія
Згідно з переписом 2010 року, у місті мешкали 1153 особи в 500 домогосподарствах у складі 312 родин. Густота населення становила 315 осіб/км².  Було 613 помешкання (167/км²).
Расовий склад населення:
| - 94,4 % — білих - 1,4 % — корінних американців - 1,3 % — чорних або афроамериканців - 0,1 % — азіатів - 1,6 % — осіб інших рас |

До двох чи більше рас належало 1,2 %. Частка іспаномовних становила 4,6 % від усіх жителів.
За віковим діапазоном населення розподілялося таким чином: 23,3 % — особи молодші 18 років, 55,2 % — особи у віці 18—64 років, 21,5 % — особи у віці 65 років та старші. Медіана віку мешканця становила 41,3 року. На 100 осіб жіночої статі у місті припадало 87,8 чоловіків;  на 100 жінок у віці від 18 років та старших — 79,7 чоловіків також старших 18 років.
Середній дохід на одне домашнє господарство  становив 48 915 доларів США (медіана — 32 875), а середній дохід на одну сім'ю — 60 163 долари (медіана — 51 522). За межею бідності перебувало 19,1 % осіб, у тому числі 16,5 % дітей у віці до 18 років та 25,8 % осіб у віці 65 років та старших.
Цивільне працевлаштоване населення становило 478 осіб. Основні галузі зайнятості: освіта, охорона здоров'я та соціальна допомога — 25,3 %, виробництво — 12,6 %, роздрібна торгівля — 9,0 %, будівництво — 6,7 %.